# Bruce Mulherin
Bruce Mulherin (né le 3 février 1982 à Red Deer, dans la province de l'Alberta au Canada) est un joueur professionnel canadien de hockey sur glace.

## Carrière de joueur
Il commence sa carrière professionnelle avec les Gladiators de Gwinnett dans l'ECHL en 2006-2007. Il est échangé en cours de saison au Storm de Toledo. Il signe ensuite avec les Wranglers de Las Vegas pour une saison avant de rejoindre les Manchester Phoenix au Royaume-Uni.
Depuis la saison 2009-2010, il évolue avec les Tōhoku Free Blades au Japon.

## Statistiques de carrière
| Saison    | Équipe                                             | Ligue       |    | Saison régulière | Saison régulière | Saison régulière | Saison régulière | Saison régulière |   | Séries éliminatoires | Séries éliminatoires | Séries éliminatoires | Séries éliminatoires | Séries éliminatoires |
| Saison    | Équipe                                             | Ligue       | PJ | B                | A                | Pts              | Pun              | PJ               | B | A                    | Pts                  | Pun                  |                      |                      |
| 2002-2003 | Chargers de l'Université de l'Alabama à Huntsville | NCAA        | 22 | 1                | 2                | 3                | 8                | -                | - | -                    | -                    | -                    |                      |                      |
| 2003-2004 | Chargers de l'Université de l'Alabama à Huntsville | NCAA        | 22 | 8                | 16               | 24               | 28               | -                | - | -                    | -                    | -                    |                      |                      |
| 2004-2005 | Chargers de l'Université de l'Alabama à Huntsville | NCAA        | 31 | 24               | 15               | 39               | 80               | -                | - | -                    | -                    | -                    |                      |                      |
| 2005-2006 | Chargers de l'Université de l'Alabama à Huntsville | NCAA        | 33 | 16               | 19               | 35               | 47               | -                | - | -                    | -                    | -                    |                      |                      |
| 2006-2007 | Gladiators de Gwinnett                             | ECHL        | 30 | 2                | 9                | 11               | 25               | -                | - | -                    | -                    | -                    |                      |                      |
| 2006-2007 | Storm de Toledo                                    | ECHL        | 36 | 10               | 18               | 28               | 41               | 3                | 0 | 1                    | 1                    | 6                    |                      |                      |
| 2007-2008 | Wranglers de Las Vegas                             | ECHL        | 50 | 15               | 20               | 35               | 90               | 17               | 3 | 7                    | 10                   | 31                   |                      |                      |
| 2008-2009 | Manchester Phoenix                                 | EIHL        | 42 | 20               | 19               | 39               | 93               | 2                | 0 | 0                    | 0                    | 2                    |                      |                      |
| 2009-2010 | Tōhoku Free Blades                                 | Asia League | 36 | 21               | 30               | 51               | 108              | -                | - | -                    | -                    | -                    |                      |                      |
| 2010-2011 | Tōhoku Free Blades                                 | Asia League | 35 | 20               | 21               | 41               | 56               | 4                | 0 | 5                    | 5                    | 14                   |                      |                      |